# Festival de Cannes 1984
Le Festival de Cannes 1984, 37e édition, s'est déroulé du 11 au 23 mai 1984 au Palais des festivals, à Cannes.

## Déroulement et faits marquants

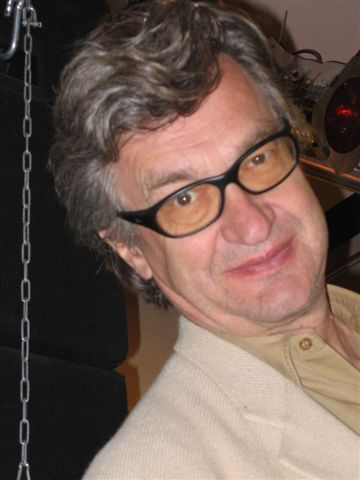
Wim Wenders, lauréat de la palme d'or 1984 pour son film Paris, Texas.

Le festival de Cannes 1984 consacre le road movie de Wim Wenders en lui décernant la Palme d'or, à l'unanimité du jury. Le réalisateur allemand se souvient :

« Ce jour est un peu flou dans ma mémoire. Il s'est terminé, ça c'est sûr, avec Jim Jarmusch, qui avait gagné la Caméra d'or, au flipper du Petit Carlton. Je nous revois : Wim et Jim étaient heureux comme des papes ! Durant la cérémonie, John Huston et moi étions assis à l'extrémité de nos rangées, moi à gauche du couloir, lui à droite, donc on savait plus ou moins qu'on allait recevoir un prix. À chaque prix, on se regardait avec un clin d'œil : “Ça ne peut être que de mieux en mieux !” Finalement, il ne restait que la Palme. On s'est regardés en haussant les épaules. “Quoi maintenant ?”. Et puis Dirk Bogarde m'a appelé. J'ai regardé John avec de grands yeux, et il m'a indiqué que je ferais mieux d'y aller. Ce que j'ai fait, bouleversé. Bon, ensuite John a reçu un prix pour l'ensemble son œuvre. Était-ce mérité ? Pour lui, sûrement ! ». »

## Jurys

### Compétition
- Président du jury : Dirk Bogarde, comédien
- Arne Hestenes, journaliste
- Ennio Morricone, compositeur
- Franco Cristaldi, producteur
- Isabelle Huppert, comédienne
- Istvan Dosai, représentant officiel de la Cinémathèque
- Jorge Semprún, écrivain
- Michel Deville, réalisateur
- Stanley Donen, réalisateur
- Vadim Ioussov, directeur photo

### Caméra d'or
- Bernard Jubard
- Fee Vaillant, cinéphile
- Jose Luis Guarner, journaliste
- Mehmet Basutcu, journaliste
- Michel Jullien, cinéphile
- Samuel Lachize, critique
- Serge Leroy, réalisateur

## Sélections

### Sélection officielle

#### Compétition
La sélection officielle en compétition se compose de 19 films :
- Another Country : Histoire d'une trahison (Another Country) de Marek Kanievska  Royaume-Uni
- Bayan ko: Kapit sa patalim de Lino Brocka  Philippines
- Cal de Pat O'Connor  Royaume-Uni
- Le Jour plus long que la nuit (Dges game utenebia) de Lana Gogoberidze  Union soviétique
- Henri IV, le roi fou (Enrico IV) de Marco Bellocchio  Italie
- La Maison et le Monde (Ghare Baire) de Satyajit Ray  Inde
- La Pirate de Jacques Doillon  France
- Les Saints innocents (Los santos inocentes) de Mario Camus  Espagne
- Journal à mes enfants (Napló gyermekeimnek) de Márta Mészáros  Hongrie
- Paris, Texas de Wim Wenders  Allemagne
- Quilombo de Carlos Diegues  Brésil
- Le Succès à tout prix (Success Is The Best Revenge) de Jerzy Skolimowski  Royaume-Uni
- Voyage à Cythère (Taxidi sta Kythêra) de Theo Angelopoulos  Grèce
- Le Bounty (The Bounty) de Roger Donaldson  États-Unis
- Element of Crime (Forbrydelsens Element) de Lars von Trier  Danemark
- Un dimanche à la campagne de Bertrand Tavernier  France
- Au-dessous du volcan (Under the Volcan) de John Huston  États-Unis
- Vigil de Vincent Ward  Nouvelle-Zélande
- Le Pays où rêvent les fourmis vertes (Wo die grünen Ameisen träumen) de Werner Herzog  Allemagne

#### Un certain regard
La section Un certain regard comprend 14 films :
- Abel Gance et son Napoléon de Nelly Kaplan
- Les condors n'enterrent pas tous les jours de Francisco Norden
- Frontières (De grens)
- Le Chemin vers Bresson (Der Weg nach Bresson) de Jurriën Rood et Leo de Boer
- El Norte de Gregory Nava
- Féroce (Feroz) de Manuel Gutiérrez Aragón
- Les Ruines (Khandhar) de Mrinal Sen
- Le Jour S... de Jean Pierre Lefebvre
- Le Tartuffe de Gérard Depardieu
- Man of Flowers de Paul Cox
- La Fête de Maria (Mária-nap) de Judit Elek
- Le Rouet (Mulleya Mulleya) de Lee Doo-yong
- Un poète dans le cinéma : Andreï Tarkovski (Un poeta nel cinema: Andrej Tarkovskij) de Donatella Baglivo
- Where Is Parsi? (Where Is Parsifal?) de Henri Helman

#### Hors compétition
6 films sont présentés hors compétition :
- Après la répétition (Efter repetitionen) de Ingmar Bergman
- Beat Street de Stan Lathan
- Broadway Danny Rose de Woody Allen
- Choose Me de Alan Rudolph
- Fort Saganne de Alain Corneau
- Il était une fois en Amérique de Sergio Leone

#### Courts métrages
- ATJO (LA PORTE) de Maria HORVATH
- LE SONGE DE BOTTOM de John Canemaker
- UNE PIÈCE de Mats Olof OLSSON
- SPOTTING A COW de Paul Driessen
- Le Cheval de fer de Pierre Levie et Gérald Frydman
- LE SPECTACLE de Gilles CHEVALIER
- ET EURYDICE de Lesley KEEN
- POINTS de Dan COLLINS
- LA PESTE de David TAKAICHVILI
- TIP TOP de Paul Driessen

### Perspectives du cinéma français
- Archie Shepp : Je suis jazz… c'est ma vie de Frank Cassenti
- Berthe (L'Orage en colère brise la voix de la cascade) de Denis Llorca
- Déraillements de  Thierry Derocles
- Euskadi, hors d'Etat de  Arthur MacCaig
- Eva, sur paysage ordinaire de Emmanuel Ciepka
- Ganga Maya de  Ludovic Segarra
- Histoire du Caporal de Jean Baronnet
- Le Chien de Jean-François Gallotte
- Le Thé à la menthe de Abdelkrim Bahloul
- Le Voyage de Michel Andrieu
- Liberté, la nuit de Philippe Garrel
- Pays d'octobre de Bertrand Tavernier et Robert Parrish
- Paris vu par... 20 ans après de Vincent Nordon, Chantal Akerman, Bernard Dubois, Philippe Garrel, Frédéric Mitterrand et Philippe Venault
- Rouge Midi de Robert Guédiguian

### Quinzaine des réalisateurs
- Atomstodin de Thorsteinn Jonsson
- Die Erben de Walter Bannert
- Epilogo de Gonzalo Suárez
- Everlasting Love de Michael Mak
- Ezkimo Asszony Fazik de Janos Xantus
- Flight To Berlin de Chris Petit
- La Casa De Agua de Jacobo Penzo
- Les Années de rêves de Jean-Claude Labrecque
- Memorias Do Carcere de Nelson Pereira dos Santos
- Nunca Fomos Tao Felizes de Murilo Salles
- Tendres Années de Marisa Silver
- Orinoko – Nuevo Mundo de Diego Rísquez
- Raffl de Christian Berger
- Revanche de Nicholas Vergitsis
- Sista Leken de Jon Lindstrom
- Stranger Than Paradise de Jim Jarmusch
- Les Bostoniennes de James Ivory
- The Hit de Stephen Frears
- Variety de Bette Gordon

### Semaine de la critique
- Argie de Jorge Blanco (Argentine)
- Au-delà du chagrin et de la douleur d'Agneta Elers-Jarleman (Suède)
- Bless Their Little Hearts de Billy Woodberry (Etats-Unis)
- Boy Meets Girl de Léos Carax (France)
- István, a király de Gabor Koltay (Hongrie)
- Kanakerbraut d'Uwe Schrader (RFA)
- Les Rêves de la ville de Mohammed Malass (Syrie)

## Palmarès
- Palme d'or : Paris, Texas de Wim Wenders
- Grand prix spécial du jury : Journal à mes enfants (Napló gyermekeimnek) de Márta Mészáros
- Prix d'interprétation masculine (ex æquo) : Alfredo Landa et Francisco Rabal pour Les Saints innocents (Los santos inocentes) de Mario Camus
- Prix d'interprétation féminine : Helen Mirren pour Cal de Pat O'Connor
- Prix de la mise en scène : Bertrand Tavernier pour Un dimanche à la campagne
- Prix du scénario : Theo Angelopoulos, Thanásis Valtinós et Tonino Guerra pour Voyage à Cythère (Taxidi sta Kythêra) de Theo Angelopoulos
- Prix FIPRESCI de la Critique internationale (ex-æquo) :
  - Voyage à Cythère (Taxidi sta Kythêra) de Theo Angelopoulos
  - Paris, Texas de Wim Wenders
- Grand prix de la commission supérieure technique : Element of Crime (Forbrydelsens element) de Lars von Trier
- Caméra d'or : Stranger Than Paradise de Jim Jarmusch
- Palme d'or du court-métrage (ex æquo) : Le Cheval de fer de Gérald Frydman et Pierre Levie et La Peste (Tchouma) de David Takaichvili
- Prix de la meilleure contribution artistique : Peter Biziou pour Another Country : Histoire d'une trahison (Another Country) de Marek Kanievska